# Ernst Ludwig Kramar
Ernst Ludwig Kramar (* 15. Juni 1902 in Kladno bei Prag, Österreich-Ungarn; † 8. Oktober 1978) war deutscher Elektroingenieur und Erfinder und ein Pionier der Funknavigation.
Bei seiner Arbeit für die C. Lorenz AG entwickelte er unter dem Namen „Elektra“ bzw. „Sonne“ das Consol-Flugnavigationsverfahren. Zuvor hatte er mit der sogenannten Lorenzbake das erste auf Ultrakurzwelle gestützte Instrumentenlandesystem (ILS) konstruiert, das in den 1930er Jahren auf Flughäfen weltweit installiert und erfolgreich eingesetzt wurde.

## Leben
Nach dem Besuch des Realgymnasiums von 1912 bis 1920 studierte Kramar bis 1925 an der Deutschen Technischen Universität Prag und erwarb seinen Diplomabschluss zum Elektroingenieur. Seine Dissertation über „Frequenzvervielfachung durch Eisenwandler“ verfasste er am Institut Professor Backhausen der Technischen Hochschule Dresden und wurde zum Dr.-Ing. promoviert. Im Anschluss übernahm er zum 1. Januar 1927 eine Stelle als Entwicklungsingenieur für „drahtlose Technik“ bei der Firma C. Lorenz AG, Berlin.
Seine erste Arbeit war die Entwicklung synchronisierter Funksendestationen und ab 1930 wurde die Funknavigation und Funklandesysteme sein Spezialgebiet. Er setzte auf Funkfeuer mit rotierender Antenne und entwickelte ein Leitstrahlsystem mittels zweier im Winkel zueinander aufgestellter Sender, nach dem von Otto Scheller für C. Lorenz in den Jahren 1907 und 1916 beschriebenen und patentierten Prinzip. Am Flughafen Berlin-Tempelhof richtete Kramar 1932 eine als „Ultrakurzwellen-Landefunkfeuer“ (LFF) oder auch Lorenzbake bezeichnete Senderanordnung ein und demonstrierte ein Jahr später erfolgreich ihre Funktion. Ab diesem Zeitpunkt war sie auch als „Lorenz System“ bekannt und wurde bis 1938 auf etwa 38 Flughäfen weltweit installiert. Es handelte sich um das erste vollständig über Ultrakurzwelle realisierte Instrumentenlandesystem (ILS). Die hohe Frequenz von 33,33 MHz brachte ihm entscheidende Vorteile, vor allem gegenüber dem in den Vereinigten Staaten zeitgleich für Mittelwelle entwickelten System. Letzteres hatte deutlich größere Schwierigkeiten mit Störungen durch Sendestationen in der Nachbarschaft oder bei schlechtem Wetter als das Lorenz-System. Den Vorschlag, auf eine kürzere Wellenlänge zu setzen, hatte zuvor auch schon Walter Hahnemann als Technischer Direktor der C. Lorenz AG gemacht.
Von 1934 bis 1945 leitete Kramar die Abteilung Funknavigation, die sich mit der Weiterentwicklung von Landehilfen und Funkpeilungssystemen zur Erkennung der korrekten Flugrichtung beim Landen oder beim Zielanflug beschäftigte. Im Jahr 1938 erhielt er eine Auszeichnung der Otto-Lilienthal-Gesellschaft für seine besonderen Verdienste auf dem Feld der Funklandesysteme. Ab 1939 dehnte er die Forschung auf Langstreckennavigationssysteme aus. Grundlage bildete sein ab 1936 eingeführtes System „Elektra“. Im Auftrag der Deutschen Versuchsanstalt für Luftfahrt übertrug er die Grundprinzipien auf Sender für Langwelle, woraus das Drehfunkfeuersystem „Sonne“ entstand. Er wurde 1940 eingeführt und bald auch von den alliierten Streitkräften kopiert. Unter dem Namen Consol blieb es auch nach Ende des Zweiten Weltkriegs bis in die 1980er Jahre in Verwendung.
Von 1945 bis 1953 arbeitete Kramar im Auftrag der C. Lorenz AG in Landshut für die amerikanische Militärverwaltung im Deutschland der Nachkriegszeit. Nach Aufhebung des Entwicklungsverbots für Navigationssysteme übernahm er 1949 wieder die Verantwortung für den entsprechenden Unternehmensbereich. Außerdem war er Leiter des Fachausschusses für „Funkortung“ (Radar) der Nachrichtentechnischen Gesellschaft (NTG).
Ab 1953 erhielt er den Direktortitel für das Arbeitsgebiet der funkgestützten Navigationshilfen der C. Lorenz. Schwerpunkt seiner Forschung ab 1955 war vor allem die Nutzung von Ultrakurzwelle und Doppler-Effekt für hochpräzise Funkfeuer und Geräte zur Richtungspeilung.
Er hielt Vorträge als Dozent an der Technischen Universität Stuttgart und an der Universität Karlsruhe. Letztere verlieh ihm auch eine Ehrenprofessur. Sein 40. Berufsjubiläum feierte er bei der Standard Elektrik Lorenz (SEL), in der die C. Lorenz AG nach einer Fusion im Jahr 1958 aufgegangen war. Auch im Ruhestand blieb er für das Unternehmen noch als wissenschaftlicher Berater tätig.

## Leistungen
Die Arbeit Ernst Ludwig Kramars wurde mit mehr als 80 Patenten und zahlreichen Publikationen in deutschen, aber auch anderssprachigen technischen Fachzeitschriften gewürdigt.
1962 wurde Kramar durch die Deutsche Gesellschaft für Ortung und Navigation mit einer goldenen Ehrenmedaille für seinen Beitrag zur Funkpeilung und -Navigation ausgezeichnet. Er war außerdem 1964 Preisträger des durch den IEEE Professional Technical Group on Aerospace and Navigational Electronics vergebenen Pioneer Award. Ein Jahr später erhielt er auch den Colonel Thomas L. Thurlow Award des Institute of Navigation in Manassas, Virginia.

## Auszeichnungen
- Lilienthal-Medaille (1937)
- Goldene Ehrennadel der Deutschen Gesellschaft für Ortung und Navigation (1962)
- Pioneer Award des Institute of Electrical and Electronics Engineers (1964)
- Thurlow Award des Institut of Navigation (1965)

## Werke
- Neues zur Gleichwellentelephonie. In: Zeitschrift für technische Physik. 10. Jahrgang, Nr. 11, 1929, S. 525.
- mit Hans Jakobshaben: Schlechtwetterlandung mittels Ultrakurzwellen-Funkbaken. In: Zeitschrift für Flugtechnik und Motorluftschiffahrt. Band 24, Nr. 18, 1933.
- Die Navigation von Flugzeugen mit Funkbaken. In: Jahrbuch der Deutschen Luftfahrtforschung. 1935.
- Die Anwendung des Doppler-Prinzipes in der Funkortung und Navigation (= Sonderbücherei der Funkortung). Deutsche Gesellschaft für Ortung und Navigation 1963.
- Die Anwendung der Impulstechnik in der Funknavigation. In: Impulstechnik. (= Vortragsreihe des Außeninstituts der Technischen Universität Berlin-Charlottenburg). Springer-Verlag, Berlin 1956, S. 156–175.
- mit W. Feyer: Das Doppler-Drehfunkfeuer. Entscheidende Verbesserung der Mittelstreckennavigation. In: Interavia, Zeitschrift für Luft- und Raumfahrt. Jahrgang 1968, Nr. 2, S. 180 ff.
- Die Geschichte der Funklandehilfen. In: Interavia, Zeitschrift für Luft- und Raumfahrt. Jahrgang 27, Heft 3, 1972, S. 246–248.
- mit H. Hart: Funksysteme für Ortung und Navigation. Berliner Union und W. Kohlhammer, 1973, S. 248–255.